# Balleroy
Balleroy település Franciaországban, Calvados megyében. Lakosainak száma 968 fő (2018. január 1.). Balleroy La Bazoque, Castillon, Montfiquet, Planquery és Vaubadon községekkel határos.

## Népesség
A település népességének változása:
| Lakosok száma | 829  | 757  | 720  | 613  | 754  | 770  | 996  | 972  | 962  | 968  |
|               | 1962 | 1968 | 1982 | 1990 | 2006 | 2008 | 2013 | 2015 | 2017 | 2018 |